# Wiaczesław Zabałujew
Wiaczesław Michajłowicz Zabałujew, ros. Вячеслав Михайлович Забалуев (ur. 1 marca?/14 marca 1907, zm. 6 maja 1971) – radziecki lotnik wojskowy, generał major lotnictwa (1943), Bohater Związku Radzieckiego (1945).

## Życiorys
Od 1927 pełnił służbę w Armii Czerwonej. Ukończył Wojskową Szkołę Teoretyczną Sił Powietrznych (1928), szkołę pilotów i obserwatorów lotniczych (1929), Akademię Sztabu Generalnego (1948).
Od 1929 pełnił służbę w jednostkach Sił Powietrznych, od 1934 był dowódcą eskadrylli, od 1939 pułku lotnictwa myśliwskiego. Uczestniczył w wojnie domowej w Hiszpanii i w walkach na rzece Chałchin-Goł. Od 1940 był zastępcą dowódcy, a w latach 1941-45 dowódcą dywizji lotnictwa myśliwskiego, w latach 1945–1947 dowódcą korpusu lotnictwa myśliwskiego. Od 1948 dowódca korpusu lotnictwa myśliwskiego Wojsk Obrony Powietrznej. W latach 1949–1952 dowódca armii powietrznej, od 1952 dowodził armią lotnictwa myśliwskiego Wojsk Obrony Powietrznej (Leningrad).
Od 1954 był doradcą wojskowym na Węgrzech. W 1956 został przeniesiony do rezerwy.